# Bonnie Tyler
Gaynor Sullivan, rozená Hopkins, (* 8. června 1951 Skewen) známá pod uměleckým pseudonymem Bonnie Tyler, je velšská poprocková zpěvačka. Je známá svým charakteristickým chraplavým hlasem.
Její profesionální hudební kariéra začala v polovině 70. let, kdy podepsala smlouvu s RCA Records. Hned její první singl, „Lost in France“, se v britské hitparádě umístil v první desítce, konkrétně na 9. místě. V roce 1977 vydala první sólové album s názvem The World Starts Tonight, v současnosti má na kontě již přibližně 15 studiových desek.
Spolupracovala rovněž s jinými muzikanty. Známá je například písnička „Islands“, kterou nazpívala pro stejnojmenné album Mika Oldfielda vydané v roce 1987.
V roce 2013 se stala reprezentantkou Velké Británie na mezinárodní hudební soutěži Eurovision Song Contest. Ve finále, které se konalo 18. května 2013, soutěžila s písní „Believe in Me“ a s celkovými 23 body se skončila na 19. místě z 26 soutěžících.

## Diskografie

### Studiová alba
- 1977 The World Starts Tonight
- 1978 Natural Force
- 1979 Diamond Cut
- 1981 Goodbye to the Island
- 1983 Faster Than the Speed of Night
- 1986 Secret Dreams and Forbidden Fire
- 1988 Hide Your Heart
- 1991 Bitterblue
- 1992 Angel Heart
- 1993 Silhoutte in Red
- 1995 Free Spirit
- 1999 All in One Voice
- 2003 Heart Strings
- 2004 Simply Believe
- 2005 Wings
- 2013 Rocks and Honey
- 2019 Between the Earth and the Stars

### Kompilace
- 1977 The Hits of Bonnie Tyler
- 1978 Best of
- 1980 Best
- 1981 The Very Best of
- 1986 Greatest Hits
- 1989 Heaven and Hell
- 1992 Here I Am
- 1993 The Very Best of Bonnie Tyler Volume 2
- 1994 Comeback Single Collection
- 1994 Best of Bonnie Tyler
- 1995 Best Ballads
- 1997 The Love Collection
- 1998 The Beauty and the Best
- 1999 Power and Passion
- 2001 Bonnie Tyler Greatest Hits
- 2002 Total Eclipse Anthology
- 2006 Celebrate
- 2007 From the Heart - Bonnie Tyler Greatest Hits

### Singly
- 1976 „My My Honeycomb“
- 1976 „Lost in France“
- 1977 „More Than a Lover“
- 1977 „Heaven“
- 1977 „It's a Heartache“
- 1978 „Here Am I“
- 1978 „Hey Love“
- 1978 „If I Sing You a Love Song“
- 1978 „Louisiana Rain“
- 1979 „My Guns Are Loaded“
- 1979 „Too Good to Last“
- 1979 „What a Way to Treat My Heart“
- 1979 „Married Men“
- 1979 „I Believe in Your Sweet Love“
- 1979 „Sitting on the Edge of the Ocean“
- 1980 „I'm Just a Woman“
- 1980 „Goodbye to the Island“
- 1981 „Sayanora Tokyo“
- 1983 „Total Eclipse of the Heart“
- 1983 „Take Me Back“
- 1983 „Faster Than the Speed of Night“
- 1983 „Have You Ever Seen the Rain?“
- 1983 „Straight From the Heart“
- 1983 „Tears“ (s Frankiem Millerem)
- 1984 „Getting So Excited“
- 1984 „A Rockin' Good Way“ (s Shakin' Stevensem)
- 1984 „Holding Out for a Hero“
- 1984 „Here She Comes“
- 1985 „Loving You Is a Dirty Job But Somebody's Gotta Do It“ (s Toddem Rundgrenem)
- 1986 „If You Were a Woman (and I Was a Man)“
- 1986 „Band of Gold“
- 1986 „Rebel Without a Clue“
- 1986 „Lovers Again“
- 1986 „It's Not Easy“
- 1986 „No Way to Treat a Lady“
- 1986 „Sem Limites Pra Sonhar“ (s Fábiem Jr.)
- 1987 „Islands“ (s Mikem Oldfieldem)
- 1988 „The Best“
- 1988 „Hide Your Heart“
- 1988 „Save Up All Your Tears“
- 1988 „Don't Turn Around“
- 1989 „Notes From America“
- 1989 „Merry Christmas“
- 1990 „Breakout“
- 1991 „Hero“
- 1991 „Endless Night“
- 1991 „Bitterblue“
- 1991 „Against the Wind“
- 1992 „Where Were You“
- 1992 „Fools Lullaby“
- 1992 „Call Me“
- 1992 „The Desert is in Your Heart“ (se Sophií Arbanitiovou)
- 1993 „God Gave Love to You“
- 1993 „Sally Comes Around“
- 1993 „From the Bottom of My Lonely Heart“
- 1993 „You Are So Beautiful“
- 1993 „Stay“
- 1994 „Say Goodbye“
- 1994 „Back Home“
- 1995 „Making Love (out of Nothing at All)“
- 1995 „You're the One“
- 1995 „Two Out of Three Ain't Bad“
- 1998 „Limelight“
- 1998 „Heaven“
- 1998 „He's the King“
- 2003 „Amazed“
- 2003 „Against All Odds“
- 2003 „Learning to Fly“
- 2003 „Si demain… (Turn Around)“ (s Kareen Antonnovou)
- 2004 „Si tout s'arrete (It's a Heartache)“ (s Kareen Antonnovou)
- 2004 „Vergiß es (Forget It)“ (s Matthiasem Reimem)
- 2005 „Louise“
- 2007 „Total Eclipse of the Heart“ (s BabyPinkStar)
- 2010 „Die Wilde Tränen (Salty Rain)“ (s Matthiasem Reimem)
- 2011 „Nothing's Gonna Stop Us Now“ (s Albertem Hammondem)
- 2013 „Believe In Me“